# Filip Müller
Filip Müller (3. ledna 1922, Sereď, Československo – 9. listopadu 2013) byl jedním z mála členů Sonderkommanda, který přežil Osvětim, největší vyhlazovací tábor nacistického Německa.
Byl svědkem vyhlazení a zplynování více než milionu lidí, přežil a po válce napsal jeden z klíčových dokumentů popisujících holokaust. V jeho knize Eyewitness Auschwitz - Three Years in the Gas Chambers (Sonderbehandlung, neboli Zvláštní zacházení), kterou vydal v roce 1979, popisuje „život“ v systému koncentračních a vyhlazovacích táborů Osvětim-Březinka.

## V Osvětimi
V dubnu 1942 odjel Müller, kterému bylo dvacet let, s jedním z prvních transportů do Osvětimi, kde mu bylo na předloktí vytetováno číslo 29236. Byl přidělen na stavbu krematoria a instalaci plynových komor. Zažil příjezdy mnoha židovských rodin a společenství, přičemž jeho úkolem bylo spálit mrtvá těla v krematoriu. Nacisté ho dočasně ponechávali naživu, protože měl přidělený úkol provádět kremaci těl.
Před lidmi, mezi kterými pracoval před plynovou komorou a v ní, musel předstírat, že se jim nic nestane. Jeho rolí bylo vstoupit po procesu zplynování s ostatními pracovníky Sonderkommanda do plynové komory, kde prohledávali a třídili těla, která následně nakládali a odváželi do spalovacích pecí, kam je „cpali“, aby shořeli co nejrychleji. Oblečení mrtvých bylo shromážděno a vydezinfikováno a veškeré hodnotné předměty byly zabaveny příslušníky SS nebo schovány vězni, kteří je potom měnili za jídlo a další potřeby.
Ve své knize mimo jiné popsal, jak snědl jídlo, které nalezl v plynové komoře mezi mrtvými těly.
Také popsal, jak se při psychické krizi pokusil o spáchání sebevraždy tím, že vstoupil do plynové komory s ostatními odsouzenými na smrt. V této souvislosti ve své knize připomněl příběh československých občanů, kteří při vstupu do plynové komory zpívali Ha-Tikvu a Kde domov můj. Müller se v této chvíli rozhodl připojit ke skupině svých krajanů a vstoupit společně s nimi do plynové komory, ale jedna dívka mu to rozmluvila s tím, že by měl přežít a vyprávět o těchto událostech, aby neupadly v zapomnění.
Přestože se svou prací musel podílet, pokud chtěl přežít, na těch nejstrašnějších činech, došel k názoru, že musí zůstat naživu, protože on a jeho spolupracovníci budou pravděpodobně jediní přeživší, kteří mohou podat svědectví o událostech ve vyhlazovacím táboře Osvětim. Pracoval jako vězeň Sonderkommanda až do evakuace Osvětimi v lednu 1945 a dočkal se svobody v květnu 1945 v pomocném táboře koncentračního tábora Mauthausen.

## Po válce
Filip Müller poprvé svědčil po osvobození během svého uzdravování v nemocnici. Toto svědectví však bylo vydáno v české sbírce, která ve své době vůbec nevstoupila do veřejného povědomí. Toto svědectví bylo znovu otištěno v knize The Death Factory (Továrna na smrt) v roce 1966. Müller svědčil v druhém osvětimském procesu ve Frankfurtu v roce 1964 a je také jedním z nejdůležitějších svědků ve filmovém dokumentu francouzského režiséra Clauda Lanzmanna Šoa. Od roku 1969 žil v západní Evropě.

## Vydaná práce
Müller, Filip: Eyewitness Auschwitz - Three Years in the Gas Chambers. Chicago 1979. 180 stran. ISBN 1-56663-271-4.